# 대한민국의 전차

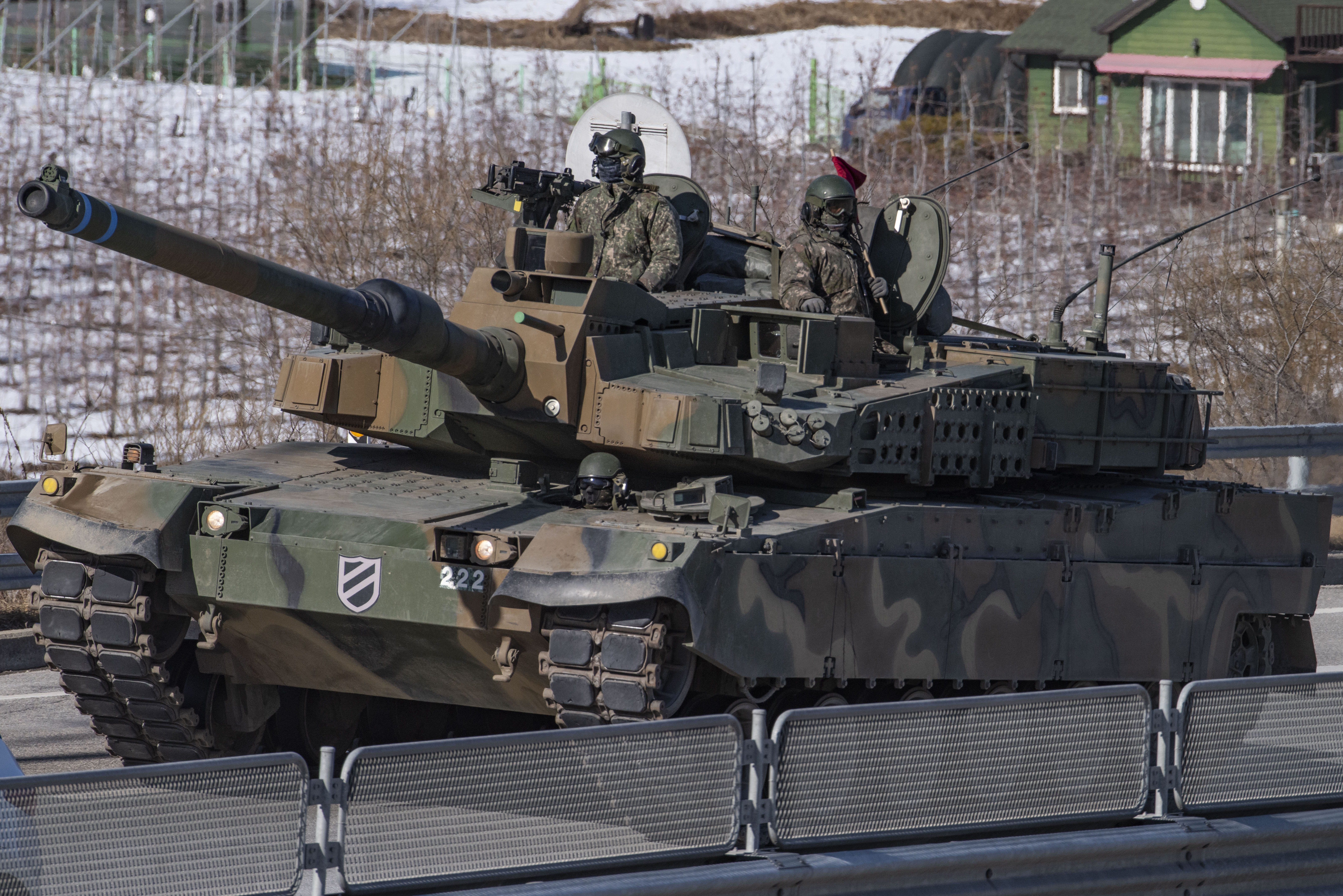
대한민국 육군의 K2 흑표 주력전차

대한민국에서 전차의 역사와 발전은 제2차 세계 대전 이후 대한민국 육군의 창설과 함께 채택된 시기부터 냉전과 현재까지를 아우른다. 

## 배경

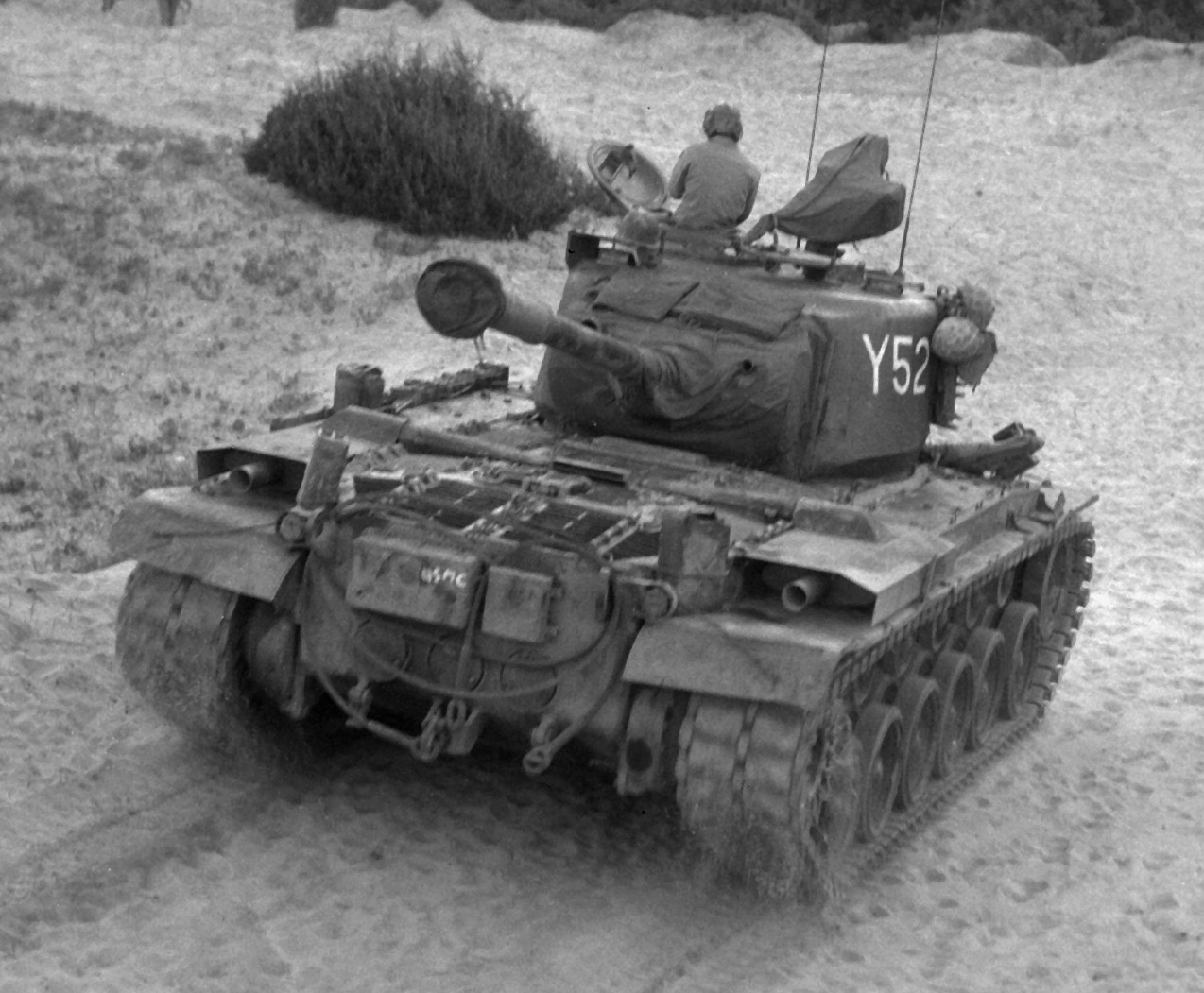
USMC M46 패튼, 1952년 7월 8일. 후면 플레이트와 트윈 펜더에 장착된 배기구가 다르다.

### 대한민국 육군의 역사

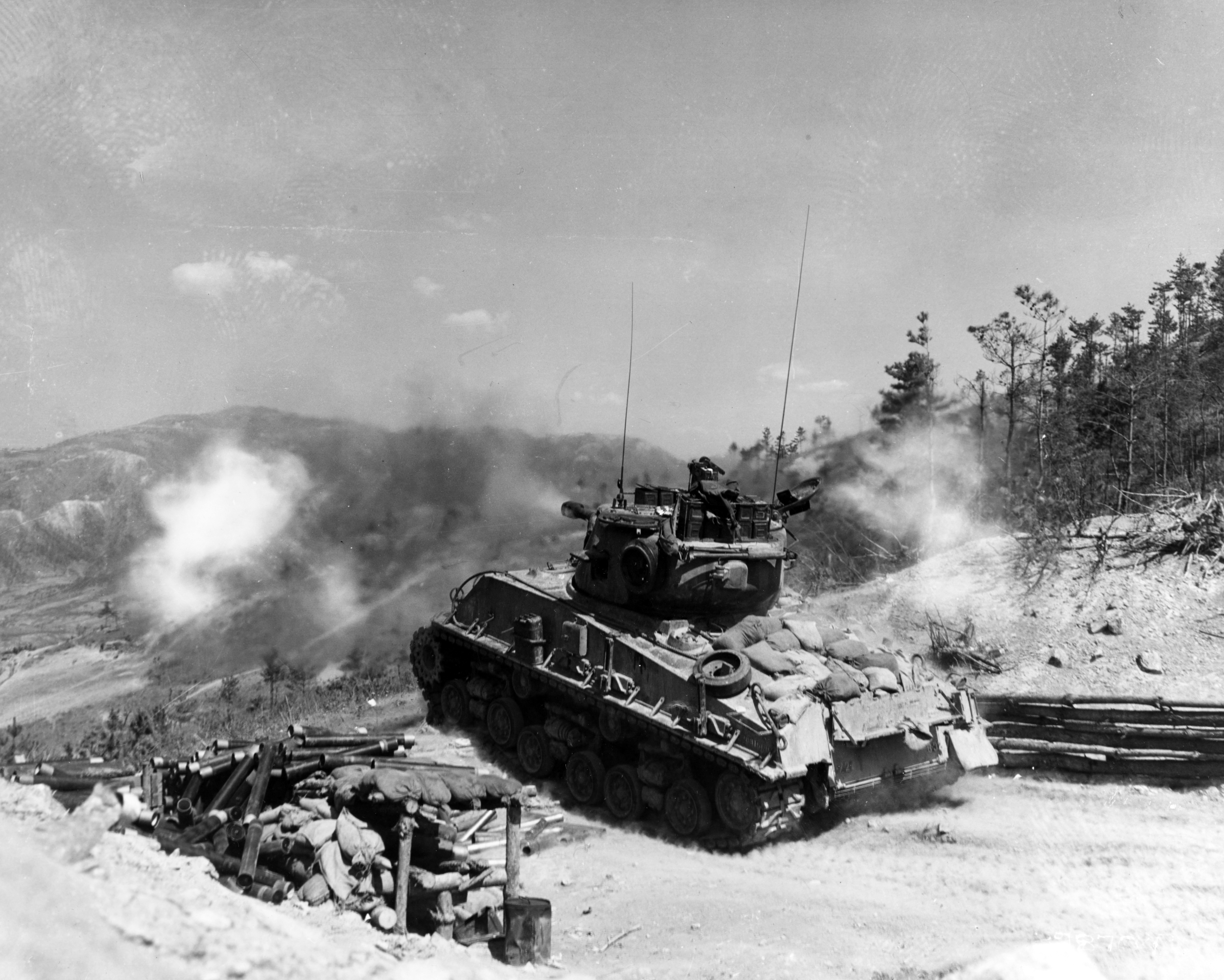
1952년 5월 11일 대한민국 "네이팜 능선"에 있는 KPA 벙커에서 M4A3E8 셔먼 탱크가 76mm 포를 발사하는 대한민국 육군 8사단을 지원하고 있다.

1943년 카이로선언에서 통일한국을 구상했음에도 불구하고 소련과 미국의 냉전적 적대감이 고조되면서 결국 각자의 이념을 가진 별도의 정부가 수립되어 한국은 두 개의 정치적 실체로 나뉘게 되었다. 1948년, 북한과 남한은 두 개의 정치체제로 분단되었다. 북한에서는 항일 게릴라 출신이자 공산주의 운동가였던 김일성이 소련의 지원을 받아 권력을 잡았다. 남한에서는 유엔이 주관하는 선거가 치러져 대한민국이 선포되고 이승만이 초대 대통령으로 취임했다. 12월 유엔 총회는 이 정부를 "합법적인 정부"이자 "한국에서 유일한 정부"라고 선언했다.

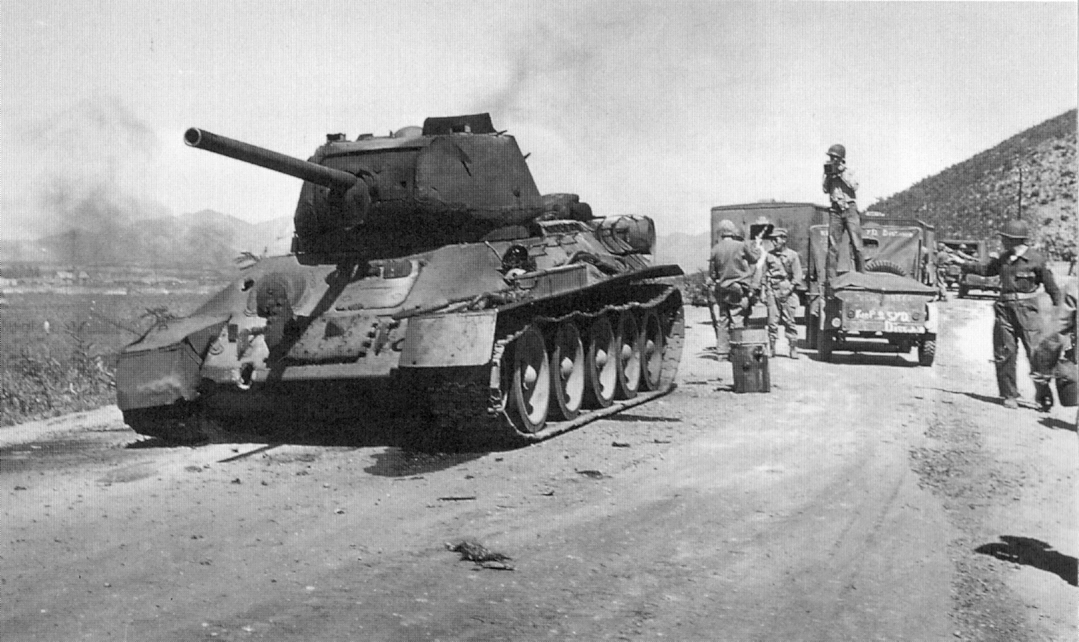
1950년 9월 인천상륙작전 이후 서울 인근에서 한국전쟁 당시 북한군 T-34를 격파했다.

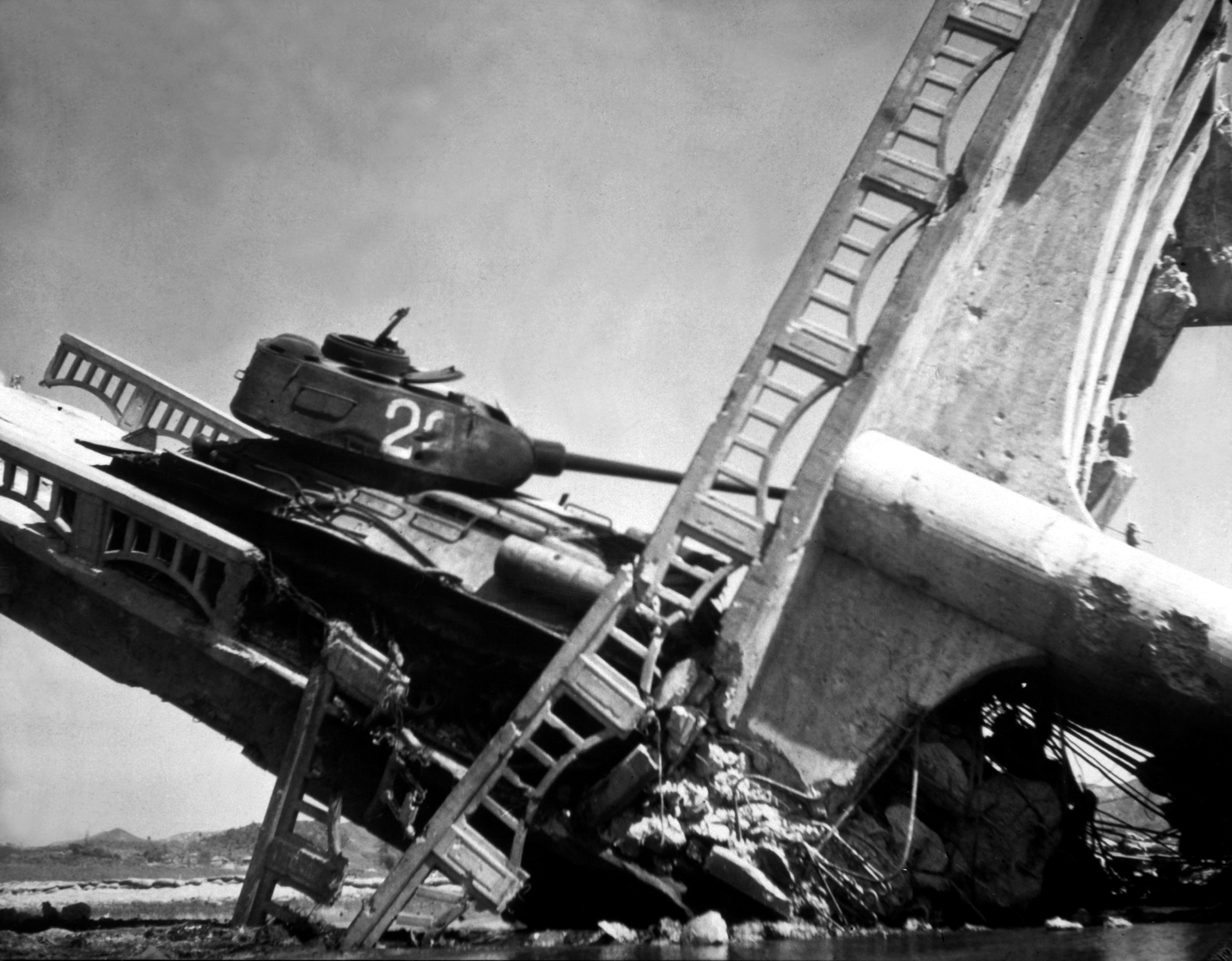
한국전쟁 당시 미군 공격기에 수원 남쪽 다리에서 나포된 북한군 T-34-85.

미국은 제2차 세계대전 후 일본으로부터 한국의 탈식민화(주로 남한에서 소련이 북한에 관여함)에 참여했다. I미국의 3년 군사정권을 거쳐 남한 정부가 수립되었다. 1950년 6월 25일, 북한은 남한을 침공하여 1953년까지 지속된 냉전 최초의 주요 분쟁인 6.25 전쟁을 촉발시켰다. 1950년 6월 북한군이 T-34로 남한을 침공했을 때 남한군은 자체 장갑이 없었기 때문에 북한 탱크 앞에서 후퇴해야 했다. 남한 침공 직후 유엔은 남한을 지원하기로 결정했다. 제2차 세계대전 직후 한국전쟁이 발발하면서 제2차 세계대전에 사용된 많은 최고 전차가 한국전쟁에도 사용되었다. 유엔군이 한국에서 처음으로 사용한 전차는 미국의 M24 Chaffee 경전차로 제2차 세계 대전 중에도 사용되었다. 그들은 일본군 기지에서 한국으로 보내졌다. Chaffee는 보병 지원에 유용했지만 T-34에 맞설 수는 없었다.

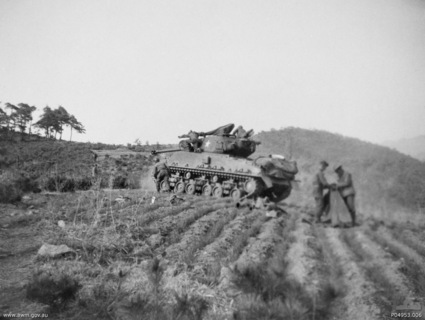
가평 전투의 미국 M4A3E8 셔먼 탱크

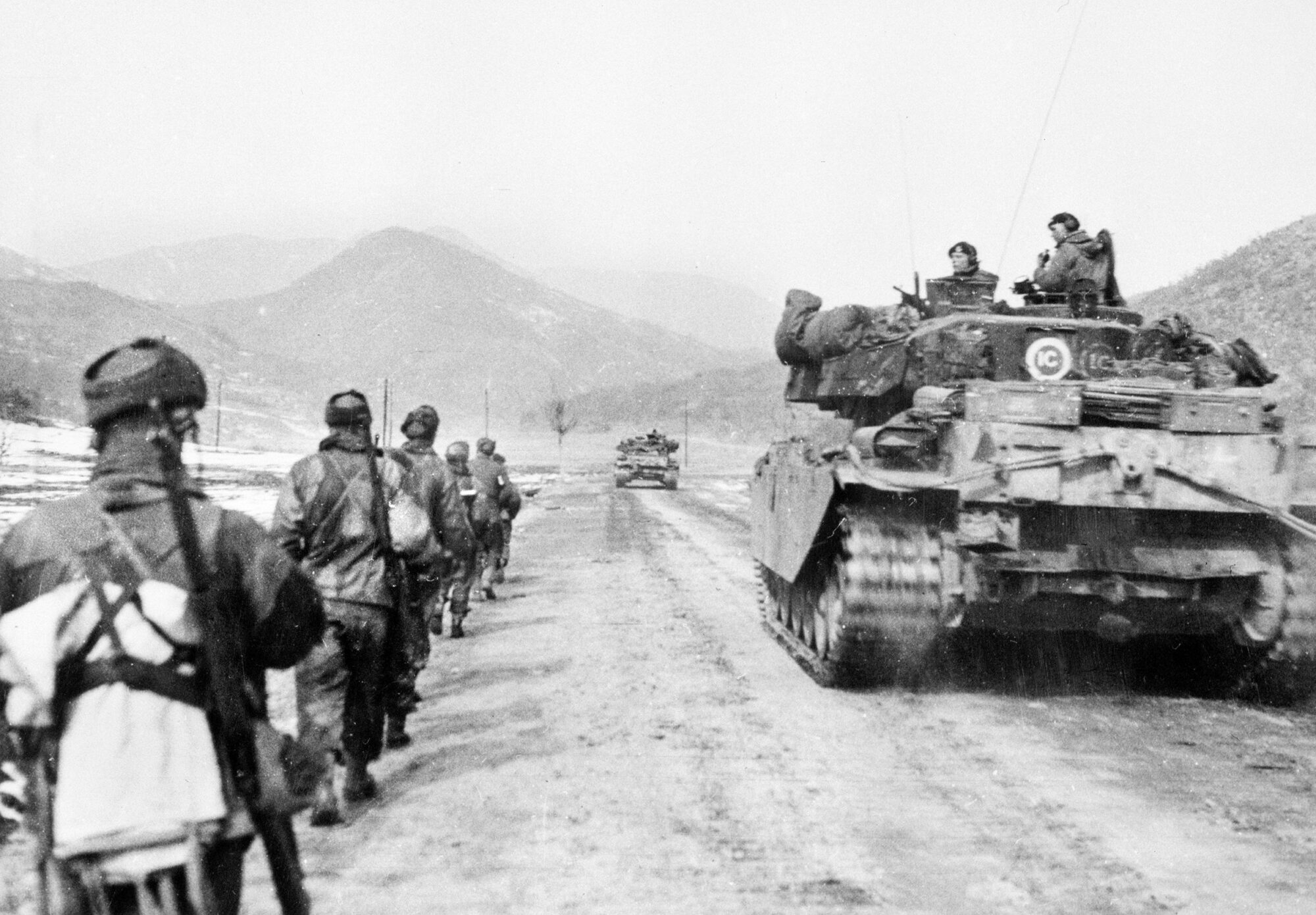
1951년 3월 센추리온 탱크와 함께 진격하는 영국 유엔군

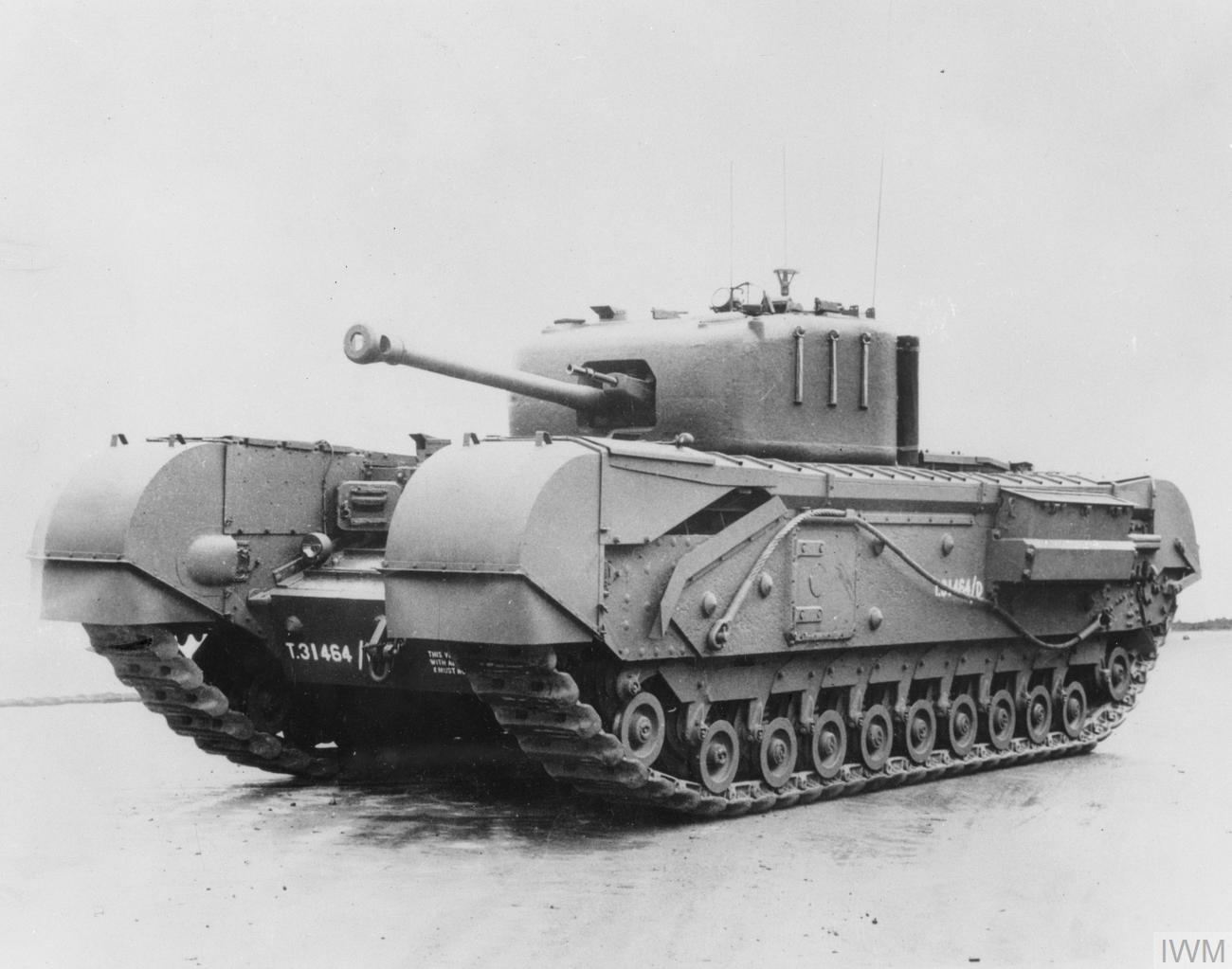
영국군도 처칠 탱크 Mark IV를 사용했다.

한국 전쟁이 발발하자 미군은 북한과 이후 중국의 침략으로부터 한국을 방어하기 위해 파병되었다. 당시 소련은 유엔(UN)을 보이콧해 거부권을 박탈당했다. 이로 인해 우세한 북한군이 전국을 통일할 것이라는 것이 명백해졌을 때 UN이 개입할 수 있었다. 북한군 전차는 T-34-85 전차의 45mm(1.8인치) 측면 장갑에만 효과적인 미국의 2차 세계대전 모델인 2.36인치(60밀리미터) M9 바주카포 등 몇 가지 최신 대전차 무기로 무장한 전차가 없는 한국군과 맞섰다. 장비가 부족했던 한국군 국경 부대는 미국제 105mm M101 곡사포를 대전차포로 사용하여 KPA 기둥으로 향하는 전차를 막았고, 고폭 대전차(HEAT) 탄약을 조준경 너머로 발사하여 좋은 효과를 거두었다. 전쟁이 시작될 당시 한국군은 91문의 곡사포를 보유하고 있었으나 대부분 침략군에게 패했다.

초기 전투 불균형에 대응하기 위해 UN 사령부 증원 물자에는 미국의 M4 Sherman, M26 Pershing, M46 Patton 그리고 영국의 Cromwell 및 Centurion 중화기 전차를 증원하며 북한군 장갑에 효과적으로 대응함으로써 상황을 반전시켰다. 

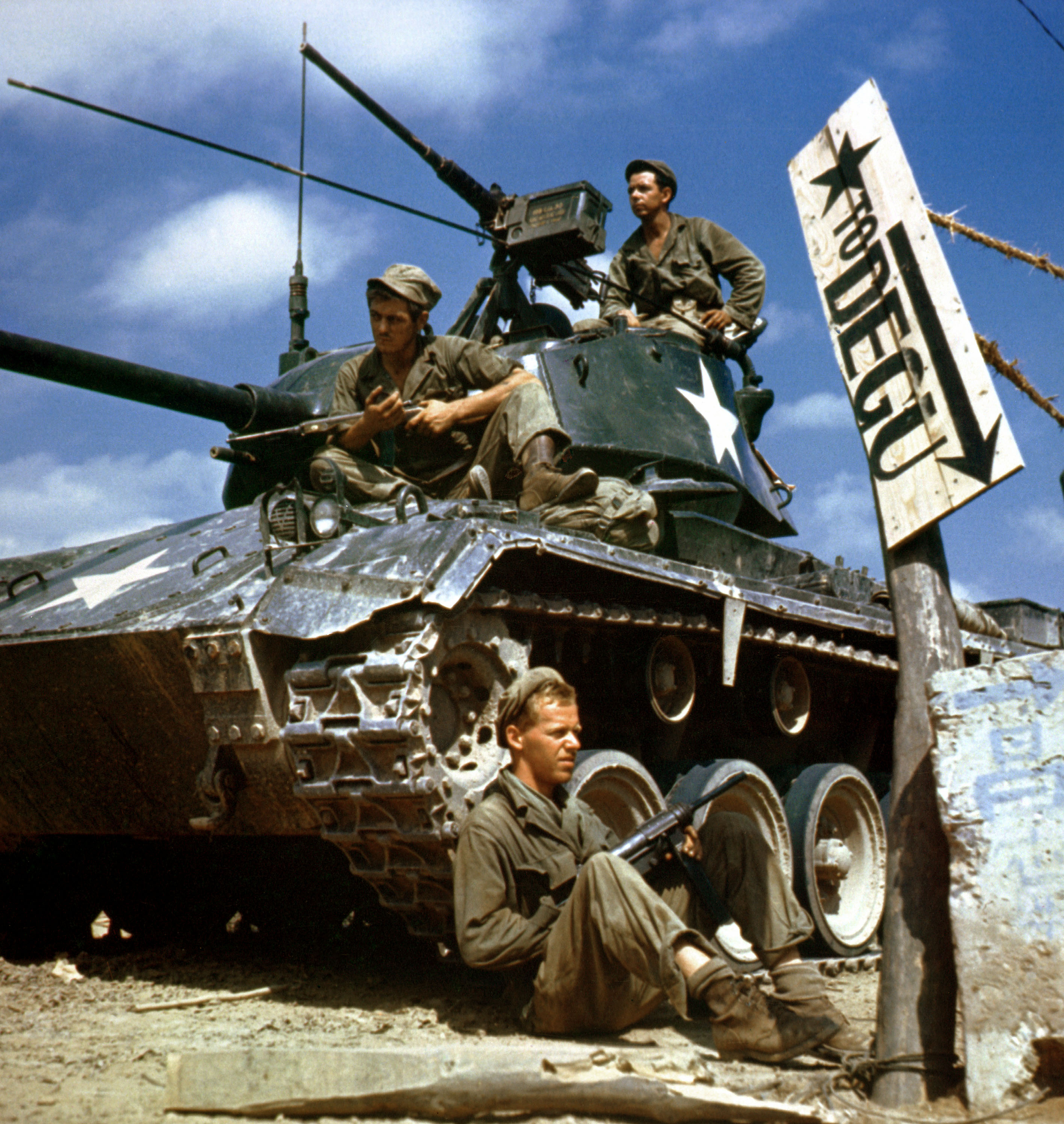
낙동강을 따라가는 M24 전차의 승무원.

한국 전쟁 에서 M24 Chaffee's는 북한의 T-34 -85 전차에 제대로 대응하지 못했다. 따라서 M24는 M4, M26 및 M46 과 같은 중전차의 지원을 받는 정찰 역할을 맡게 되었다.
더 무거운 M26 퍼싱은 열악한 기동성으로 인해 만족스럽지 못한 것으로 간주되었고, 1949년 11월에 업그레이드된 M26은 새로운 발전소와 보어 흡입기가 있는 주포, 그리고 M46 패튼이라는 명칭을 부여 받았다. 천 개 미만이 M46 표준으로 업그레이드 되었다.

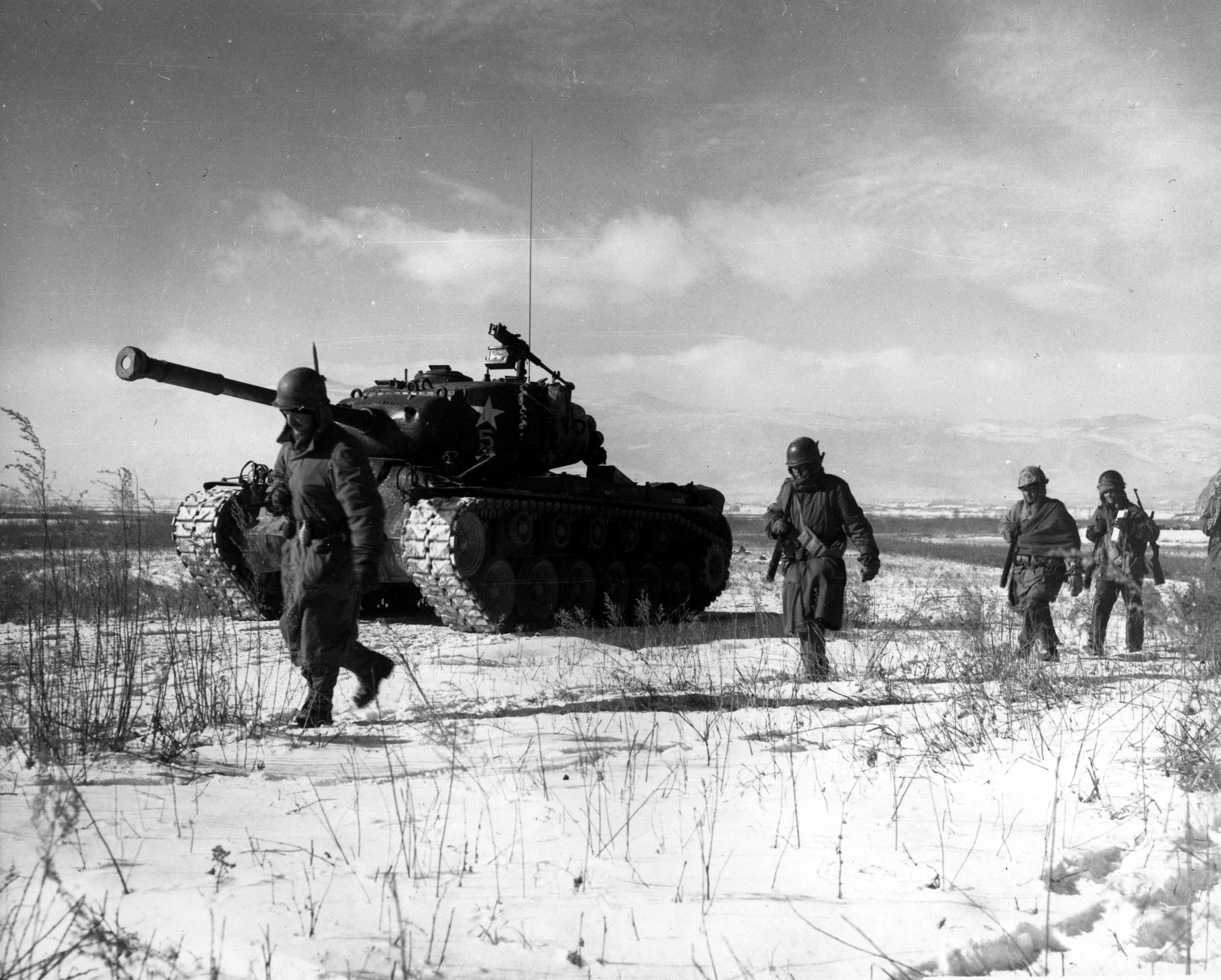
M46 패튼 탱크가 지원하는 장진호 전투에서 해병 1사단의 해병대원들.

1950년 8월 8일 첫 번째 M46 Pattons가 한국에 상륙했다. 이 전차는 상대적으로 적은 수의 북한군이 보유한 훨씬 가벼운 북한의 T-34-85 보다 월등한 성능을 입증했다. 1950년 말까지 200대의 M46 Patton이 배치되어 주한미군 전차 전력의 약 15%를 차지했다. 1950년 한국에 선적된 나머지 1,326대의 전차에는 M4A3 셔먼 679대, M26 퍼싱 309대, M24 채피 경전차 138대가 포함되어 있었다. M46 및 M46A1 Pattons의 후속 선적을 통해 나머지 모든 M26 Pershings는 1951년 동안 철수할 수 있었고 대부분의 Sherman 장착 유닛도 재장착되었다.
1953년까지 M24 Chaffee's는 미 육군의 새로운 M41 전차로 완전히 대체되었으며 나중에 M41 워커 불독으로 명명되었다. M41은 민첩하고 무장이 잘 되어있었다. Walker Bulldog은 전장에 급히 투되었지만 제한적인 전투만 치뤘다.

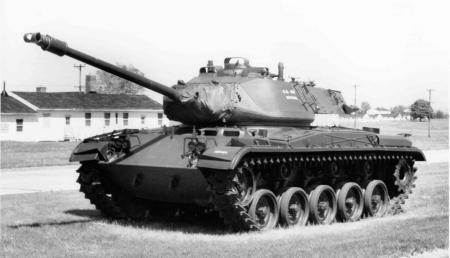
M41 워커 불독

정찰용 크롬웰 전차를 탑재한 영국 전차 센추리온 전차가 1950년 말 한국에 도착했다. 탱크는 일반적인 북부 독일 평원 배치보다 훨씬 추운 조건에서 작전을 수행해야 했다. 백부장은 임진강 전투에서 후퇴를 엄호하고 전쟁 내내 사용되었다.

전차가 결정적인 무기로 활약했던 제2차 세계 대전(1939~45)과 달리 한국 전쟁에서는 대규모 전차 전투가 거의 없었다. 산이 많고 숲이 우거진 지형으로 인해 대량의 탱크가 기동할 수 없었다. 양측의 엄청난 진전과 남북한의 한국 민간인의 막대한 손실 이후 전쟁은 결국 교착 상태에 이르렀다. 한국이 서명하지 않은 1953년 휴전협정은 원래의 휴전선 근처의 비무장지대를 따라 한반도를 분할했다. 평화 조약이 체결되지 않았기 때문에 두 나라는 기술적으로 전쟁 상태로 남아 있다.

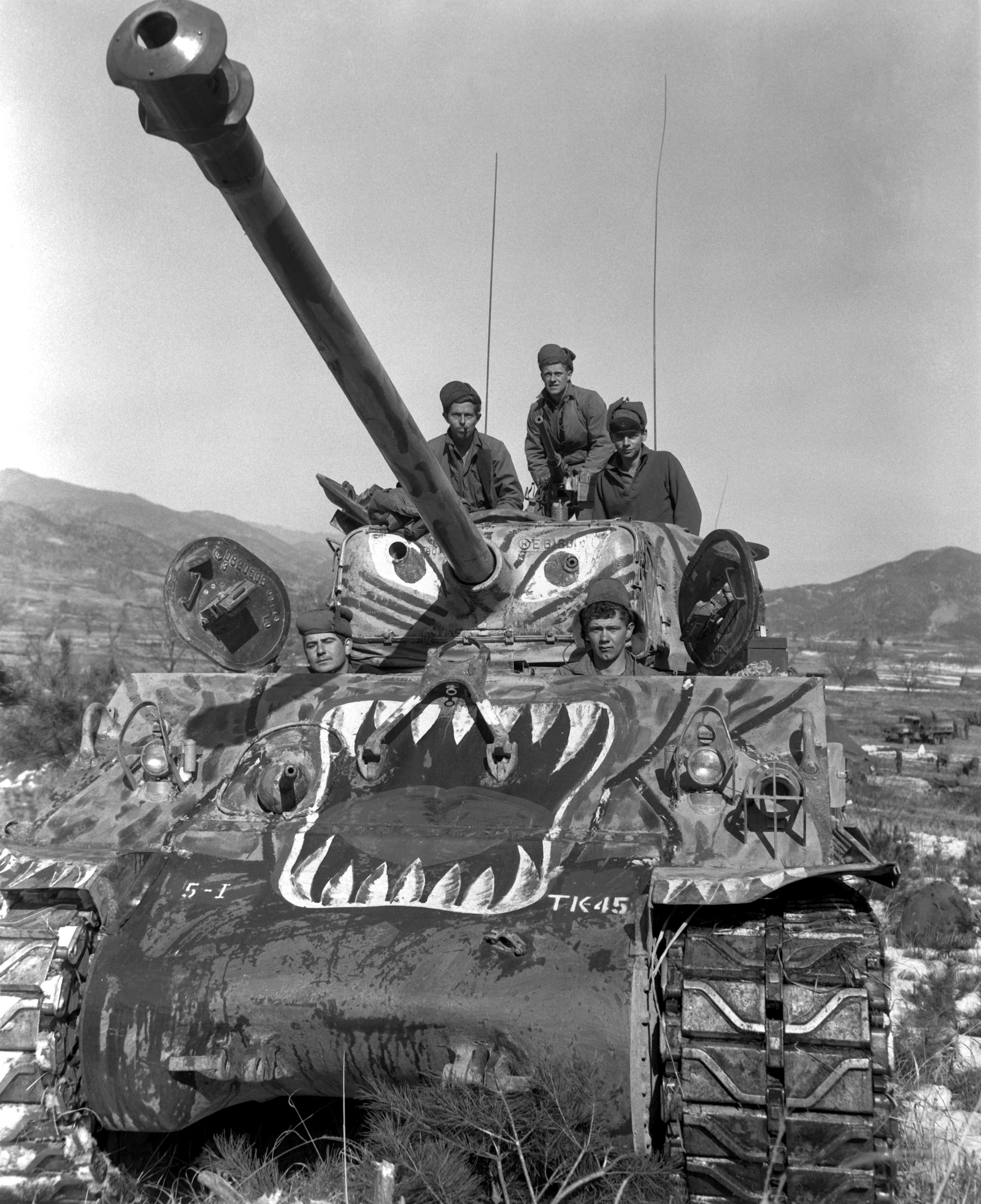
M4A3E8 셔먼 탱크(호랑이 무늬로 도색)를 탄 미군 병사들.

대한민국 국군은 1948년 분단 이후 창설되었으며, 대한민국 국군은 세계 최대 규모의 상비군 중 하나이다. 한국군은 한국전쟁이 발발할 때까지 주로 경비대였다. 그것은 북한 과 중국의 공격으로 심하게 손상되었으며 처음에는 무기, 탄약 및 기술에 대한 미국의 지원에 거의 전적으로 의존했다. 1950년에서 1953년 사이 한국전쟁 당시 남한과 북한의 두 군대는 외세로부터 대량의 군수품과 차량, 탱크를 공급받았다.

### 대한민국 육군 기갑부대의 편성

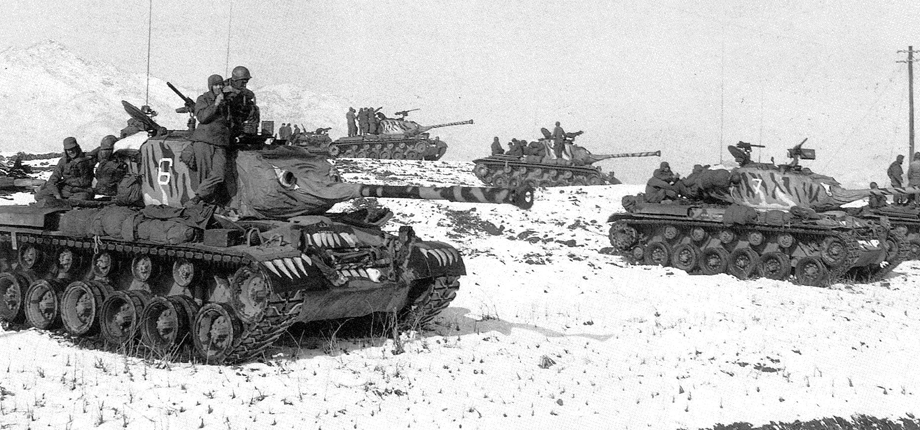
미국 M46 Patton 탱크, 호랑이 머리로 칠해져 중국군의 사기를 떨어뜨린다고 생각됨.

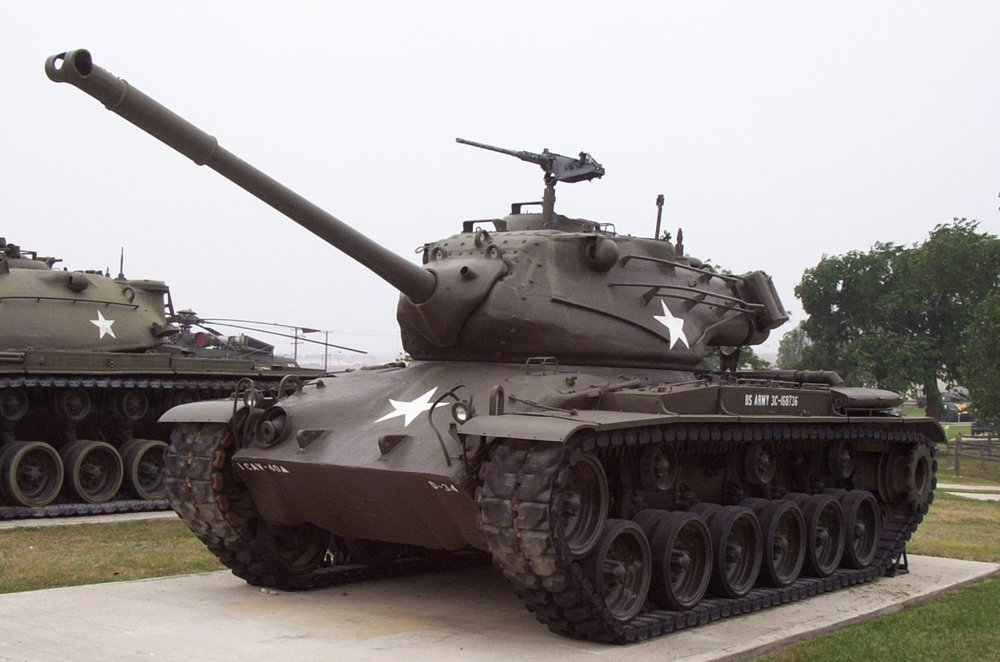
M47 패튼 I 탱크

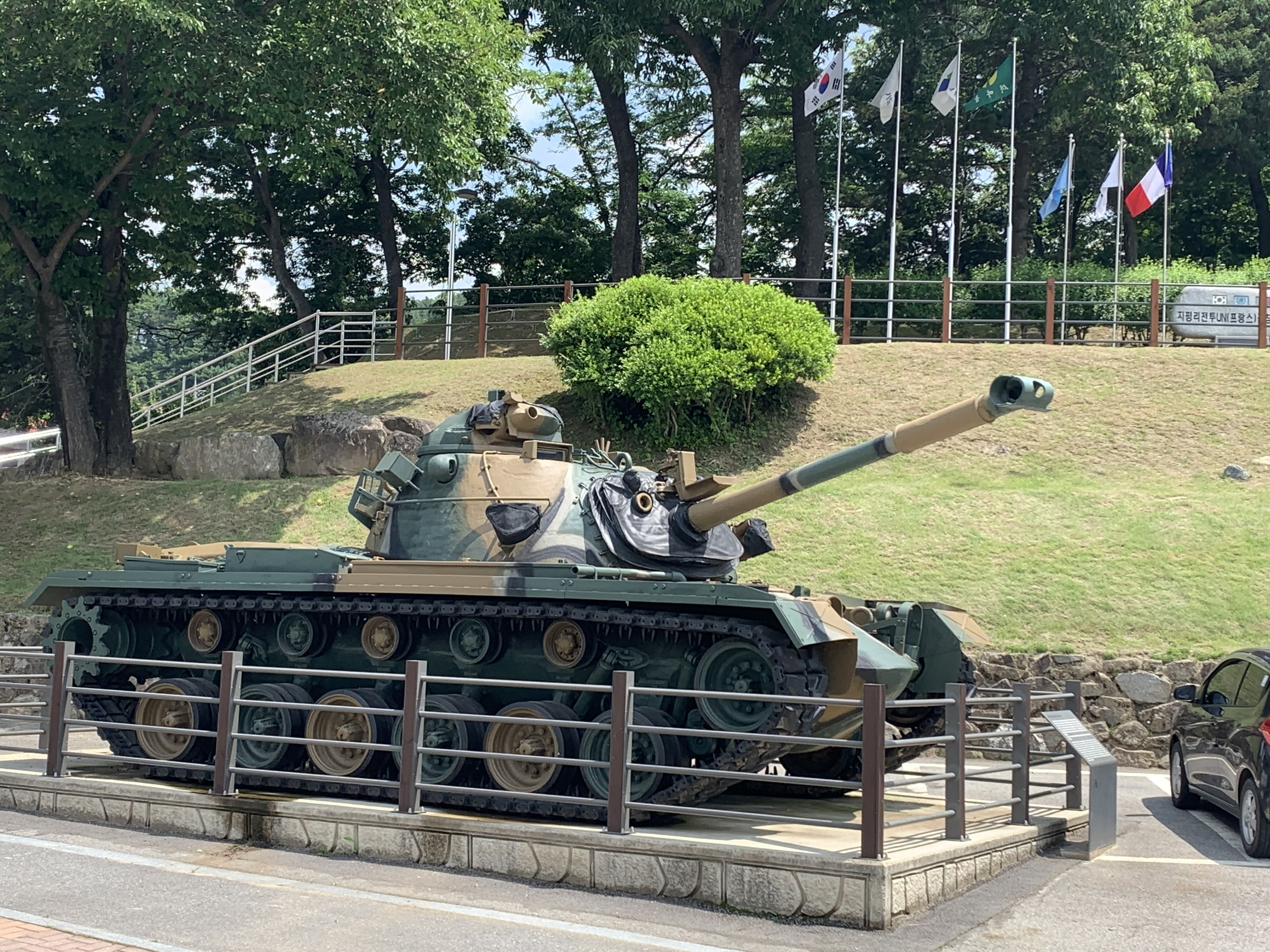
M48A3K 탱크

1945년부터 한국이 된 나라는 미군과 그들이 일본으로 송환될 때까지 지원하기 위해 남아 있던 IJA 부대에 의해 통제되었다.
제2차 세계대전 말에 한국군이 창설되었으나 한국전쟁 까지는 전차가 없었고, 초기에는 극소수의 장갑차와 더 적은 수의 전차로 구성된 장비에만 의존했다. 한국군은 셔먼 전차 의 변형인 M4A3E8 "Easy Eight" 중형전차 와 미국으로부터 M47 및 M48 Patton 시리즈 전차를 받게 된다. 이 전차는 한국 기갑 화력의 중요한 현대화였다.
셔먼 전차의 M4A3E8 "Easy Eight" 변종은 제2차 세계 대전으로 거슬러 올라가 결국 대한민국 육군 에서 퇴역했으며, 한국 장갑차의 중추는 M47 및 M48 Patton 전차로 구성되었다. 단계적으로 제거되고 교체된 것이다. 한국 육군의 탱크에는 이러한 구형 M48 Patton 시리즈 와 최신 K1, K1A1이 포함된다. 활강포를 사용하며 현지에서 생산되며 러시아에서 제작된 T-80U이다 . 현재 대한민국 육군은 1,524대의 K1 및 K1A1 전차를 포함하여 2300여대의 전차를 보유하고 있다.

## 현대 한국 갑옷: 현재

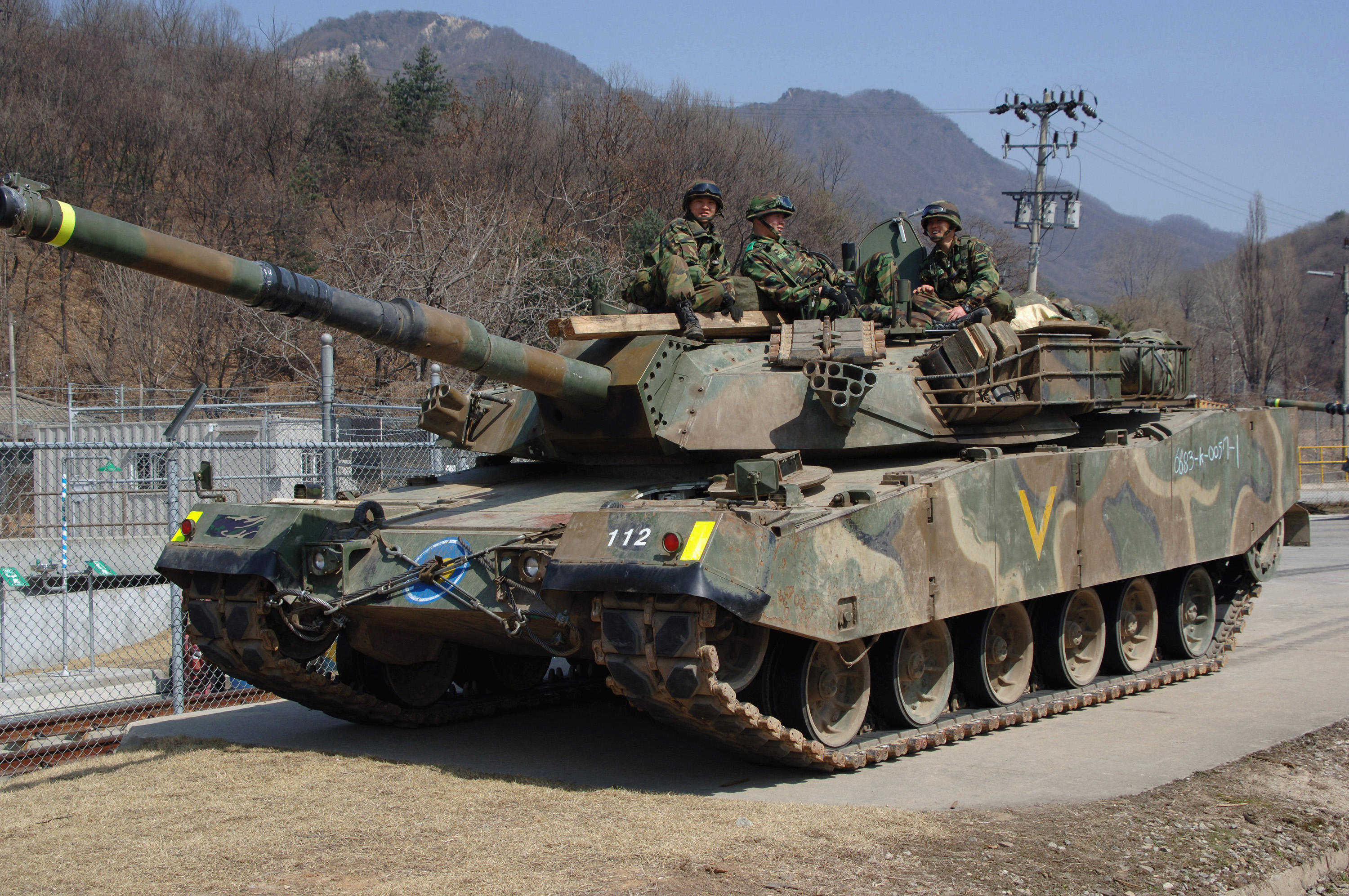
대한민국의 K1 탱크

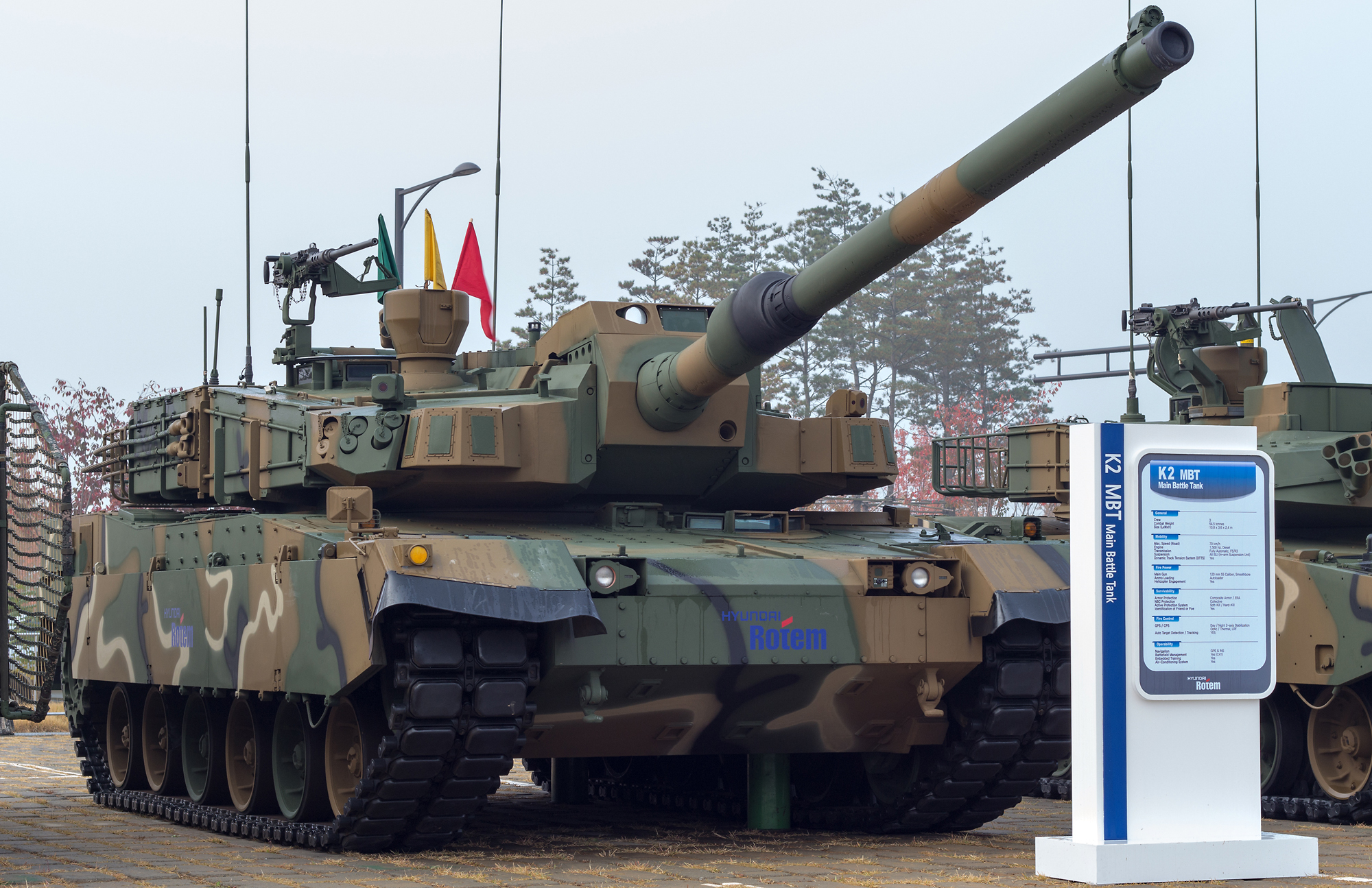
한국의 K2 흑표범 전차

1970년대에 이르러 대한민국은 추가 주력 전차가 절실히 필요했다. 대한민국 육군은 2차 세계대전에 사용된 M4A3E8 셔먼 전차의 "Easy Eight" 변종을  퇴역시켰고, 한국 장갑의 중추는 M47 및 M48 Patton 전차로 구성되었다. 한편, 북한군은 T-62 주력 전차로 남한군 장갑차보다 수적, 기술적 우위를 점하고 있었다.
처음에는 미국의 M60A1 Pattons를 획득하려는 시도가 있었지만 실패로 끝났다. M60A1을 구할 수 있다고 해도 한국군이 기존 북한 전차에 비해 상당한 이점을 주기에는 충분하지 않을 것으로 판단됐다. 기존 M48 Patton을 M48A3 및 A5 표준으로 업그레이드하고 독일의 Leopard 1 주력 탱크를 국산화할 수 있는 라이센스를 얻는 등 다른 여러 계획도 고안되었다. Pattons에 대한 업그레이드만 수행되었으며 결과는 M48A3K 및 M48A5K였다. 반면 Leopard 1을 생산하는 것은 비생산적인 것으로 간주되어 한국은 차세대 주력 전차에 필적하는 국산 주력 전차를 생산할 계획을 세웠다. 수상한 디자인은 나중에 General Dynamics에 매각되어 General Dynamics Land Systems로 이름이 변경된 Chrysler Defense의 M1 Abrams 프로토타입인 XM1을 기반으로 했다. 얼마 지나지 않아 한국 관리들은 XK1을 탄생시킬 설계 감독을 위해 General Dynamics Land Systems에 파견되었다. XK1은 XM1의 M68E1 105를 유지했다. Hughes Aircraft Company의 사격 통제 시스템과 Nd:YAG 레이저 거리 측정기 뿐만 아니라 KM68이라는 명칭으로 라이센스 하에 국내에서 생산될 mm 라이플 주포이다. 주요 차이점 중 하나는 XM1에는 없었던 탱크 사령관의 독립적인 파노라마 조준경이 XK1에 추가되어 XK1이 화력 통제 시스템 (FCS)을 보다 효과적으로 활용할 수 있는 능력을 제공한다는 점이다. M1 시리즈는 M1A2가 도입되기 전까지는 할 수 없었다. 그러나 전차장의 파노라마 조준경에는 광증폭장치나 열광학 장치가 없었기 때문에 전차장은 조준경을 작동하기 위해 개인용 야간 투시경에 의존해야 하는 반면 포수의 조준경에는 열상 관측 장치가 장착되어 있었다. M1A2가 도입되기 전까지는 XK1이 우수한 센서를 가지고 있었다는 것을 의미한다.

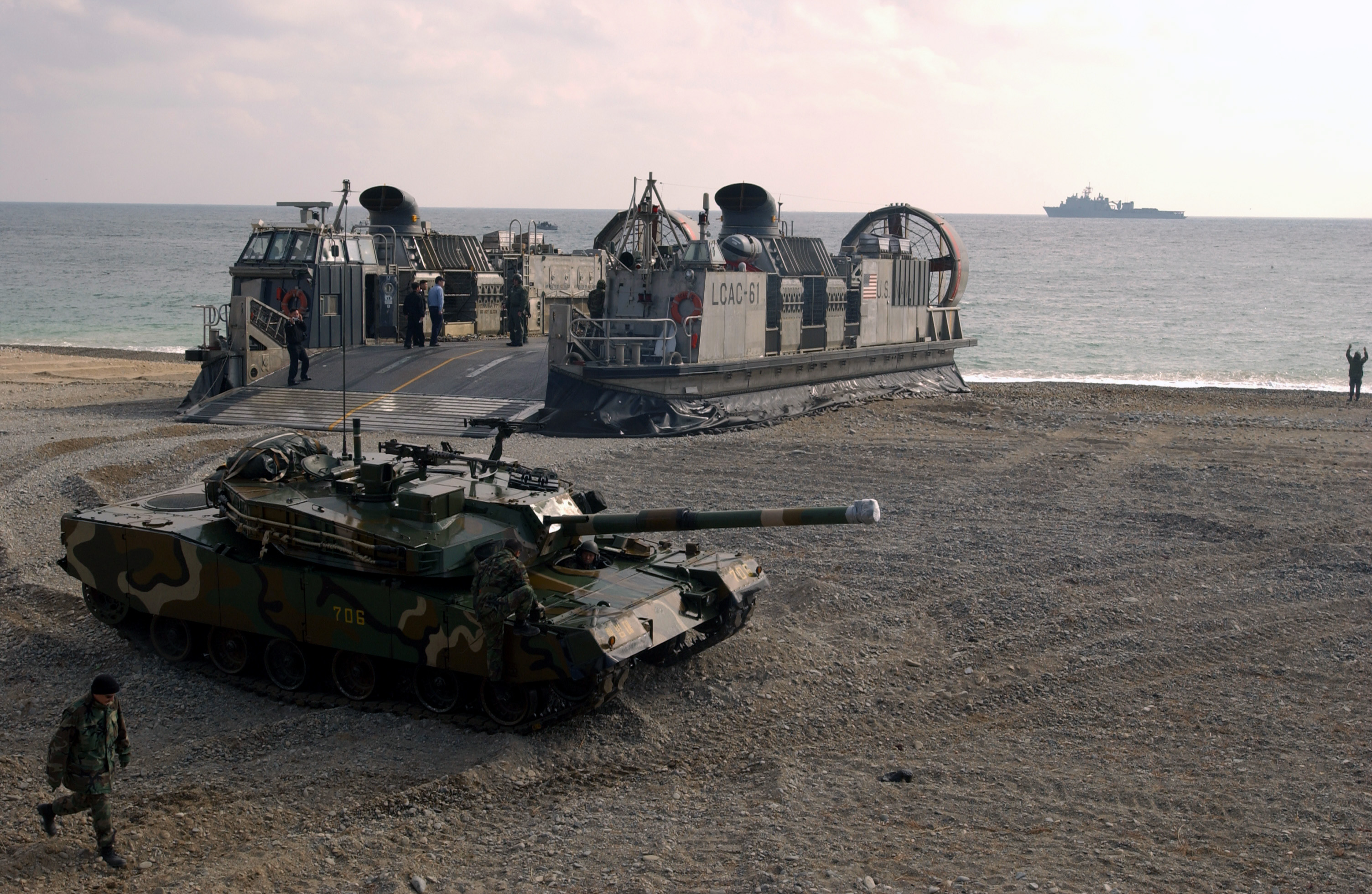
대한민국의 K1 88 주력전차.

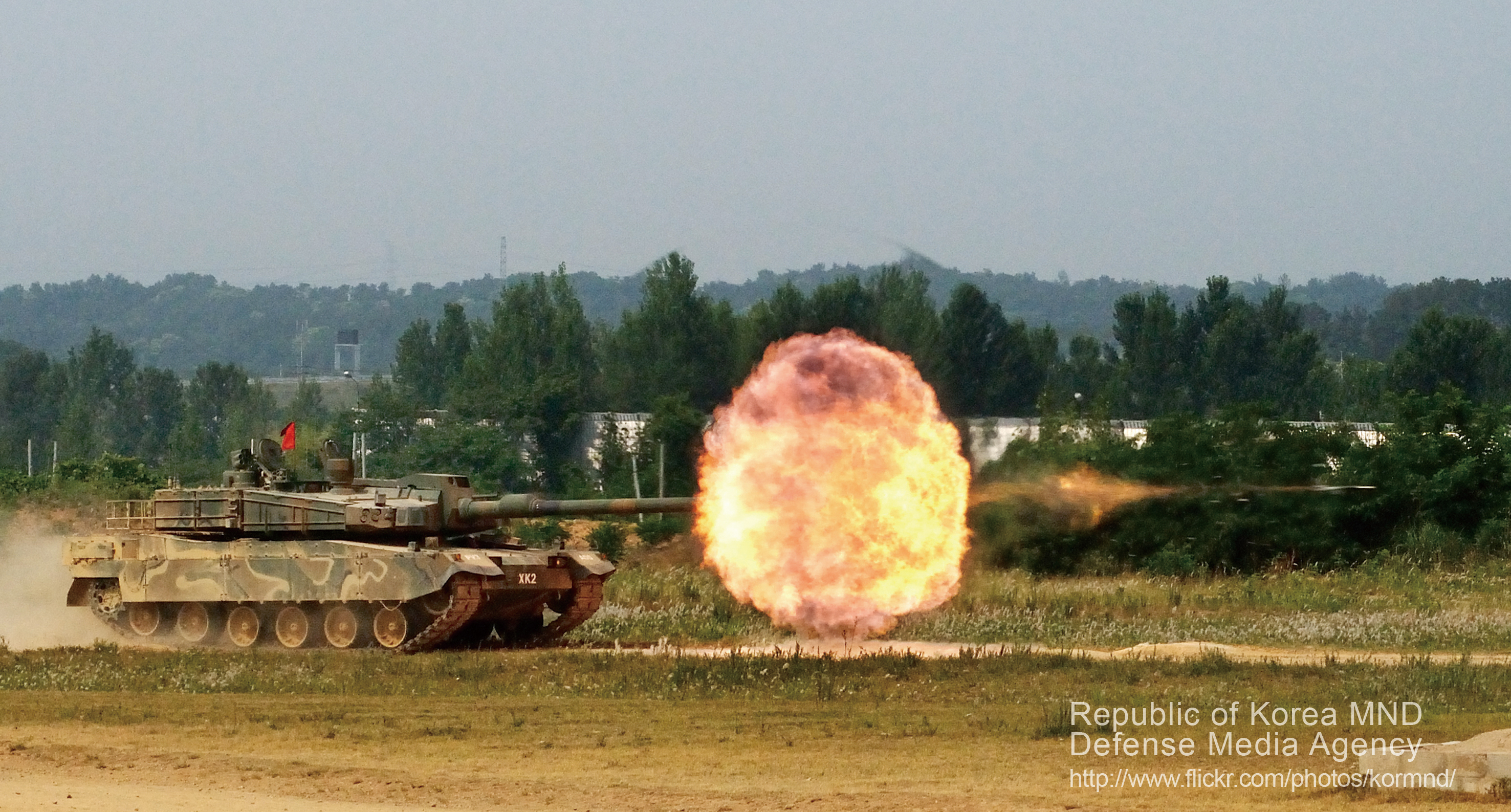
대포를 발사하는 K2 블랙 팬서

또한 XK1 전차에는 1, 2, 6번 차륜에는 수압식으로 구성된 하이브리드 서스펜션 시스템이 장착되어 있고 3, 4, 5번 차륜에는 XM1에는 없는 토션바가 장착되어 있어 토션바만 장착한 전차보다 주포의 승하강 능력이 2배 가까이 향상되었다(XK1은 +20~-9.7도, XM1은 +10~-5도).
차량 개발은 1983년에 완료되었으며, 같은 해에 시제품이 한국 정부에 납품되었다. 약 450대의 K1이 생산된 후, 휴즈가 설계한 사수용 주조준경(GPS)은 텍사스 인스트루먼트의 사수용 주전차 열상 조준경(GPTTS)으로 대체되었다. 새로운 시스템은 또한 휴즈 유닛에 사용되던 Nd:YAG 레이저 거리 측정기를 CO2 기반 거리 측정기로 대체했는데, 악천후에서 이전 시스템보다 유효 사거리가 짧지만 사용자의 눈에 더 안전한 것으로 입증되었다. 장갑의 정확한 구성은 아직 공개되지 않았지만 K1에는 복합 초밤 장갑이 장착된 것으로 확인되었다.
한국은 소련 시절 러시아의 빚을 받기 위해 T-80U 33대와 T-80UK 2대를 받았다. 탱크는 세 가지 배치로 나뉜다. 첫 번째는 1996년에 6대의 T-80U, 1997년에 27대의 T-80U, 2005년에 마지막으로 2대의 T-80UK로 구성되었다.
현재 한국군은 K1A1 과 K2 블랙팬서를 포함해 2,500대의 전차를 운용하고 있으며, 이들은 한국군의 기계화기갑부대와 보병부대의 중추를 이룬다. 1,700문의 자주포 K55 및 K9 Thunder 곡사포 와 680문의 헬리콥터 및 다양한 유형의 UAV를 포함하여 많은 포병 시스템의 상당한 무기고가 추가 화력, 정찰 및 병참 지원을 제공하기 위해 조립된다. 한국의 작지만 더 발전된 포병부대와 광범위한 공수 정찰 플랫폼은 다양한 요새화 및 기동성 상태에 배치된 13,000개 이상의 포병 체계를 운영하는 북한의 초대형 포병부대에 대한 반포대 진압 에 중추적 역할을 한다.
K1 MBT를 대체하는 K2 블랙 팬서(한국명: 흑표)는 1,500마력(1,100㎾) 수냉식 디젤 엔진, 120㎜/L55 주포, 동축 기관총이 장착된 전차로 알려져 있다.  K2는 또한 미국 M1A2 및 프랑스 Leclerc에 필적하는 레이더 장비와 전방위 레이저 탐지 시스템 및 반응 장갑을 갖추고 있습. K2 1차분은 2014년 국군에 인도됐다.

## 한국 이외의 한국 갑옷

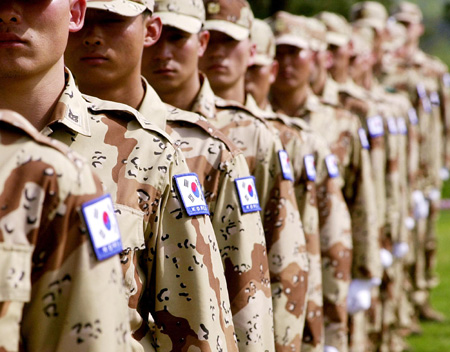
자이툰 사단의 한국군.

때때로 한국은 국제 분쟁을 지원하기 위해 해외에 군대를 파견했다. 한국전쟁 이후 수많은 국제 분쟁에 참여했다. 한국은 325,517명의 병력을 파병하여 미국, 호주, 필리핀, 뉴질랜드, 남베트남 군과 함께 베트남 전쟁에 참전했으며, 최대 병력은 50,000명이었다. 2004년 한국은 이라크 북부 재건을 돕기 위해 3,300명의 자이툰 사단 병력을 파병했으며, 연합군 에서 미국과 영국에 이어 세 번째로 큰 기여를 했다.  2001년부터 한국은 테러와의 전쟁을 지원하기 위해 지금까지 중동 지역에 24,000명의 병력을 배치했다. 2007년 이후 레바논 에서 유엔 평화유지군을 강화하기 위해 추가로 1,800명이 배치되었다.

## 대한민국 국군의 장갑장비 목록

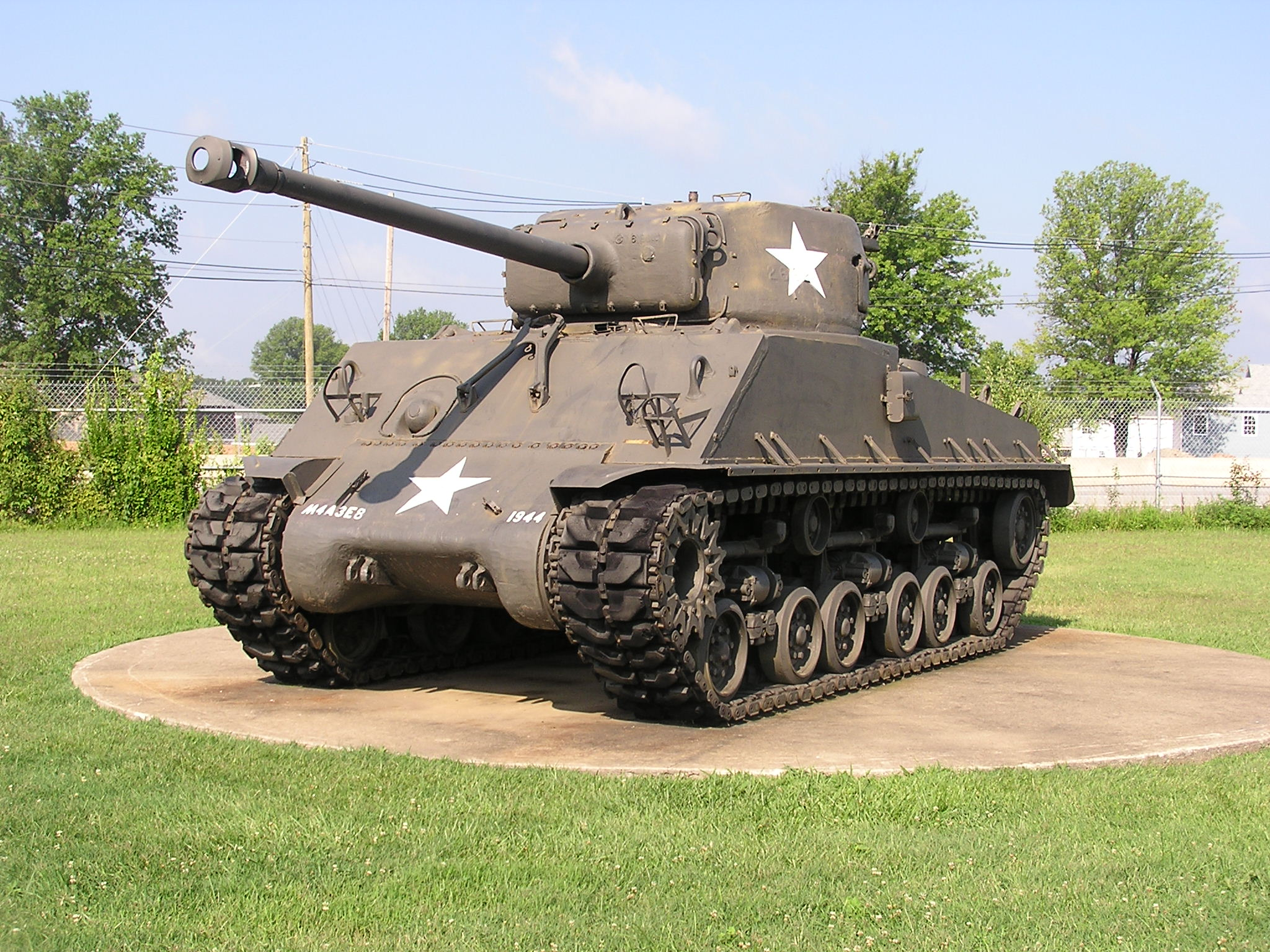
Sherman M4A3E8 "Easy Eight" 변종 76 mm 무장 탱크

### 탱크
- M4A3E8 (은퇴)
- M47 패튼 (퇴역)
- M48A3K (퇴역)
- M48A5 및 M48A5K (천천히 단계적으로 제거됨)
- T-80U 및 T-80UK MBT (단계적으로 제거됨)
- K1 및 K1A1 MBT
- K2 흑표범 MBT

### 장갑차
- M113
- K200 및 K200A1 시리즈
- BMP-3
- K532
- KM900
- 두산 바라쿠다
- K21 KNIFV
- KAAV7A1

## 추가 자료
- 탱크의 역사
- 제1차 세계 대전의 탱크
- 전간 기갑 전투 차량 목록
- 제2차 세계 대전의 탱크
- 제2차 세계 대전 초기 탱크 비교
- 탱크 분류
- 군용 차량 목록
- 국가별 주요 전투 탱크 목록

## 같이 보기
- 전간기 기갑전투차량 목록
- 나라별 주력전차 목록